# Mikołaj Smoczyński

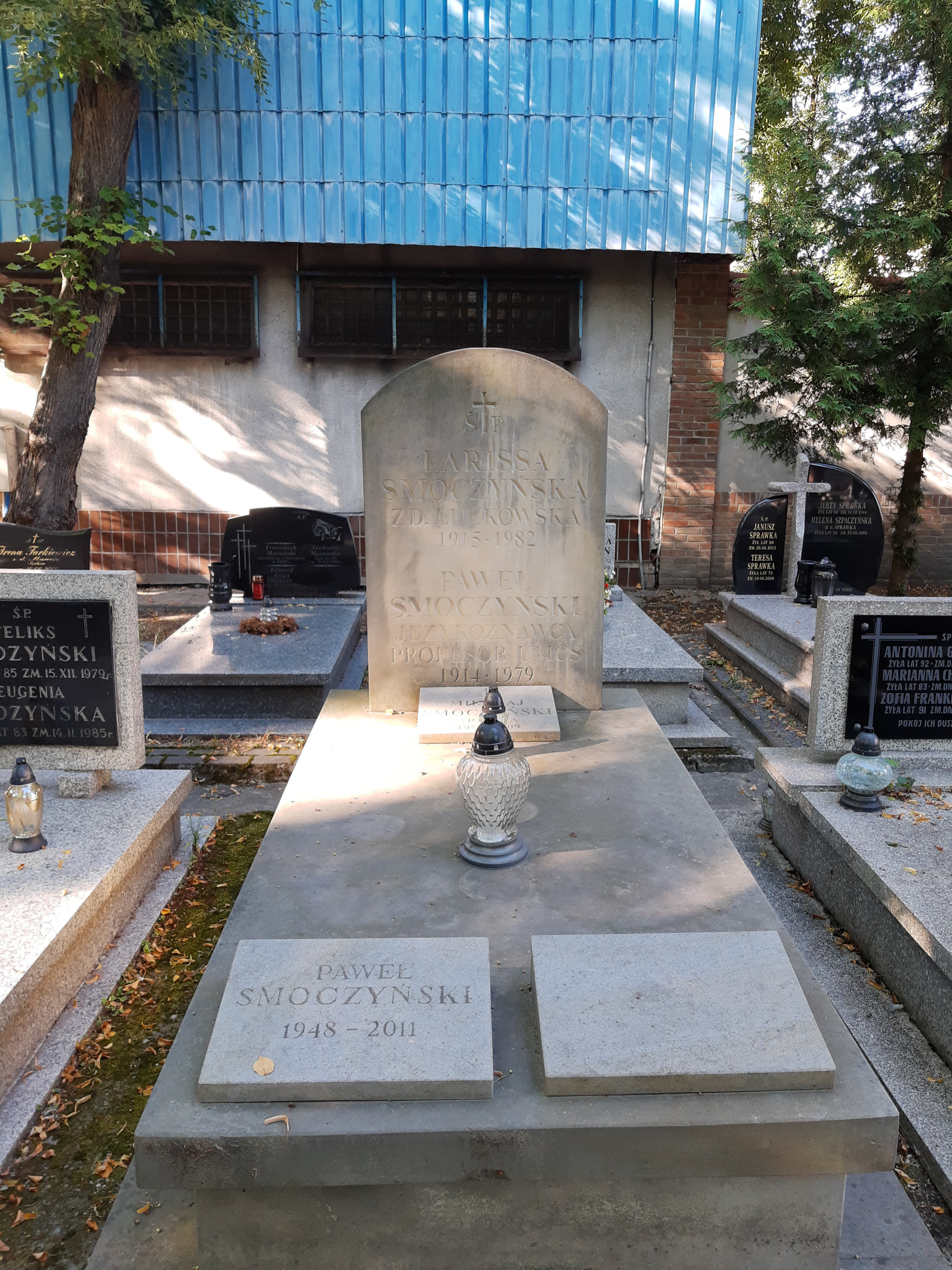
Grób prof. Pawła i Mikołaja Smoczyńskiego na cmentarzu przy ulicy Lipowej

Mikołaj Smoczyński (ur. 22 marca 1955 w Łodzi, zm. 2 stycznia 2009 w Lublinie) – polski artysta, malarz, rysownik i performer, twórca instalacji. 

## Życiorys
Studiował na łódzkiej PWSSP (obecnie Akademia Sztuk Pięknych im. Władysława Strzemińskiego) oraz w Instytucie Wychowania Artystycznego UMCS. Uzyskał dyplom w 1979 roku. Jego prace (instalacje, obrazy i grafiki, czarno-białe fotografie kreacyjne) wystawiano w galeriach i na wystawach m.in. w Paryżu, Frankfurcie, Kopenhadze, Berlinie, Lyonie, San Diego oraz w Polsce m.in. w Białymstoku. Ogółem miał 30 wystaw indywidualnych i uczestniczył w kilkuset wystawach zbiorowych. 
Był jurorem na krajowych wystawach sztuki. Od 1979 był pedagogiem w Instytucie Wychowania Plastycznego UMC. Nagrodzony m.in. Nagrodą Artystyczną im. Stanisława Wyspiańskiego (Warszawa, 1990), Grand Prix Międzynarodowego Triennale Rysunku (Katowice, 1991) i in. 
Pochowany w części ewangelickiej cmentarza przy ulicy Lipowej w Lublinie (kwatera 4-1-11).